# Volker Beck
Volker Beck (født 12. december 1960 i Stuttgart) er en tysk politiker. Han sidder i Forbundsdagen for de tyske Grønne, hvor han er menneskerettighedernes ordfører for De Grønnes gruppe.